# Gare de Saint-Féliu-d'Avall
La gare de Saint-Féliu-d'Avall est une gare ferroviaire française de la ligne de Perpignan à Villefranche - Vernet-les-Bains, située sur le territoire de la commune de Saint-Féliu-d'Avall, dans le département des Pyrénées-Orientales en région Occitanie.
Elle est mise en service en 1868 par la Compagnie du chemin de Fer de Perpignan à Prades et devient en 1884 une gare de la Compagnie des chemins de fer du Midi et du Canal latéral à la Garonne. 
C'est une halte voyageurs de la Société nationale des chemins de fer français (SNCF) desservie par des trains TER Occitanie.

## Situation ferroviaire
Établie à 99 mètres d'altitude, la gare de Saint-Féliu-d'Avall est située au point kilométrique (PK) 479,333 de la ligne de Perpignan à Villefranche - Vernet-les-Bains, entre les gares du Soler et de Millas.

## Histoire
La station de Saint-Féliu-d'Avall est mise en service le 10 décembre 1868 par la Compagnie du chemin de Fer de Perpignan à Prades lors de l'ouverture de la section de Perpignan à l'Ille-sur-Têt.
En 2016, selon les estimations de la SNCF, la fréquentation annuelle de la gare était de 963 voyageurs.

## Service des voyageurs

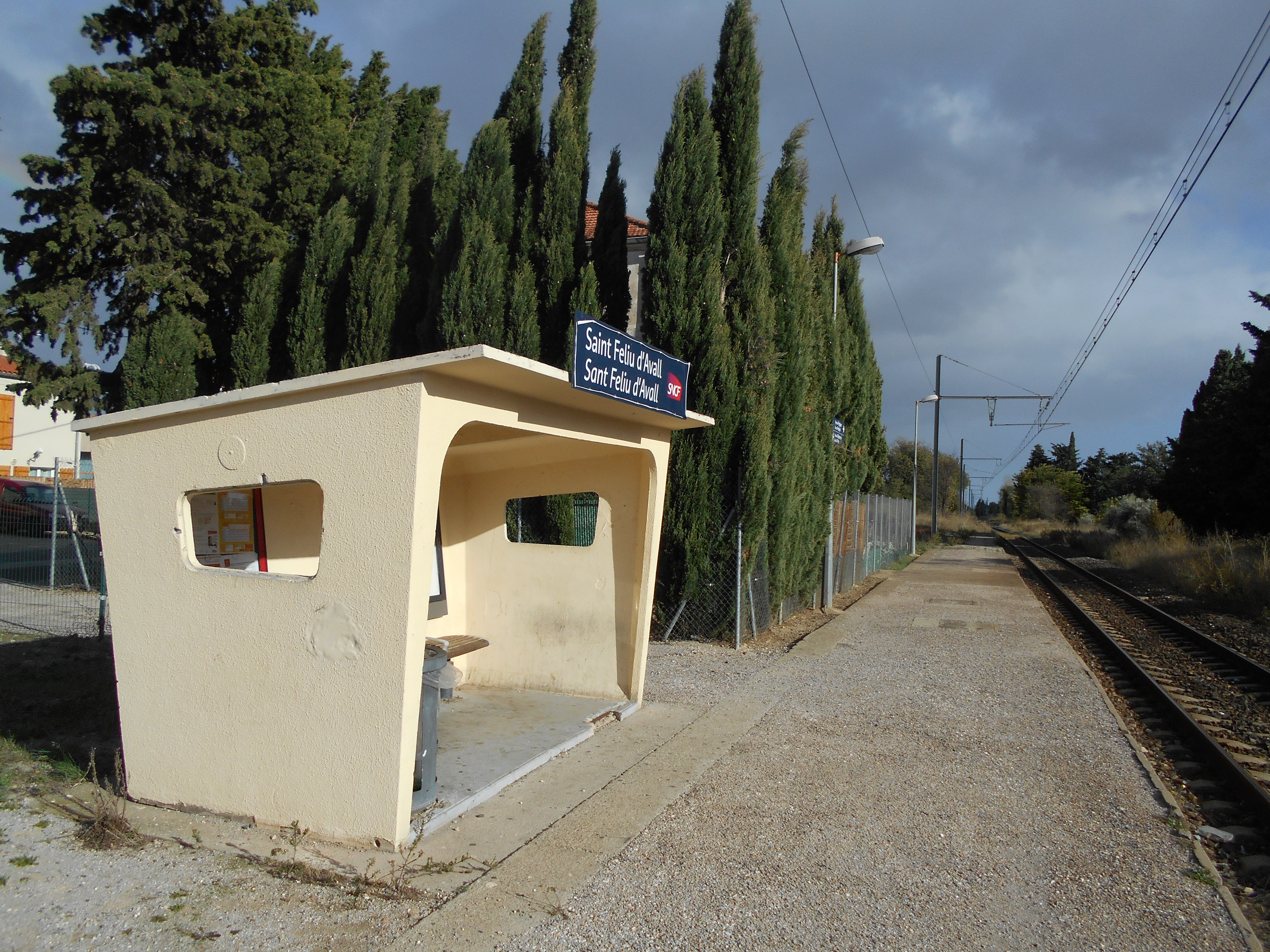
Quai de la gare.

### Accueil
Halte SNCF, c'est un point d'arrêt non géré (PANG) à entrée libre.

### Desserte
Saint-Féliu-d'Avall est desservie par les trains TER Occitanie qui effectuent des missions entre les gares de Perpignan et de Villefranche - Vernet-les-Bains.

### Intermodalité
Un parking pour les véhicules y est aménagé. La gare est desservie à distance, à l'arrêt Route de Corbère, par la ligne 1 du réseau Sankéo.